# Racisław (Darłowo)
Racisław (niem. Friedrichshof) – wschodnia część miasta Darłowo, nad północnym brzegiem rzeki Wieprzy. Znajduje się w obrębie jednostki pomocniczej miasta „Osiedle nr 2”. W części tej występuje także ulica Racisław.
Do 1945 r. poprzednią niemiecką nazwą kolonii było Friedrichshof. W 1948 r. wprowadzono urzędowo polską nazwę Racisław.